# Aeroportul John F. Kennedy Memorial
Aeroportul John F. Kennedy Memorial (IATA: ASX, ICAO: KASX, FAA LID: ASX) este un aeroport din Ashland, Wisconsin, Comitatul Ashland, Wisconsin, Wisconsin, Statele Unite ale Americii ce deservește zona Ashland. A fost numit după John Fitzgerald Kennedy.
Situat la o altitudine de 252 m, aeroportul dispune de 2 piste.

## Infrastructură

### Piste
Aeroportul dispune de 2 piste. Pista 02/20 are suprafața de asfalt și dimensiunile 5.197 picioare × 100 picioare. Pista 13/31 are suprafața de asfalt și dimensiunile 3.498 picioare × 75 picioare. 